# Целия Конкордия
Це́лия Конко́рдия была последней в истории великой весталкой (лат. Vestalis Maxima). Храм Весты был закрыт в 391 году римским императором Феодосием I, и Целия покинула свой пост в 394 году. Позже она приняла христианство, и умерла через двенадцать лет.